# Horace Walker (cestista)
Horace L. Walker (Chester, 7 aprile 1937 – Los Angeles, 7 giugno 2001) è stato un cestista statunitense, professionista nella NBA.

## Carriera
Venne selezionato dai St. Louis Hawks al quarto giro del Draft NBA 1960 (30ª scelta assoluta).

## Palmarès
- NCAA AP All-America Third Team (1960)
- Campione NIBL (1961)